# Caneton (bateau)
Pour les articles homonymes, voir Caneton.

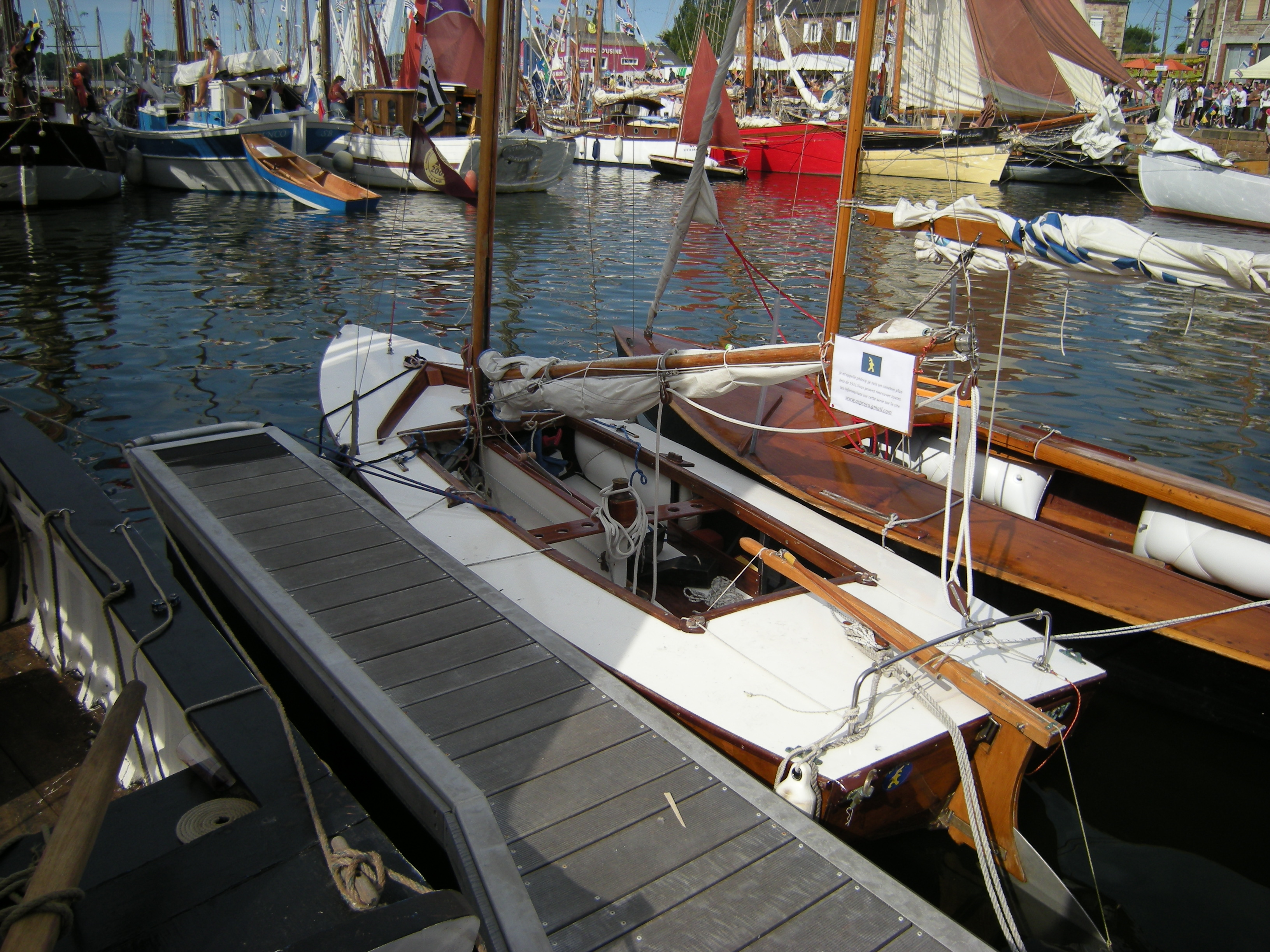
Caneton Brix, au premier plan, et Caneton à restrictions, exposés au Festival du chant de marin de Paimpol 2009.

Sous le nom de Caneton se cachent quatre dériveurs monotypes différents, plus une série à restrictions ayant produit des dizaines de modèles distincts. La chronologie permet de les différencier.

## Caneton Brix

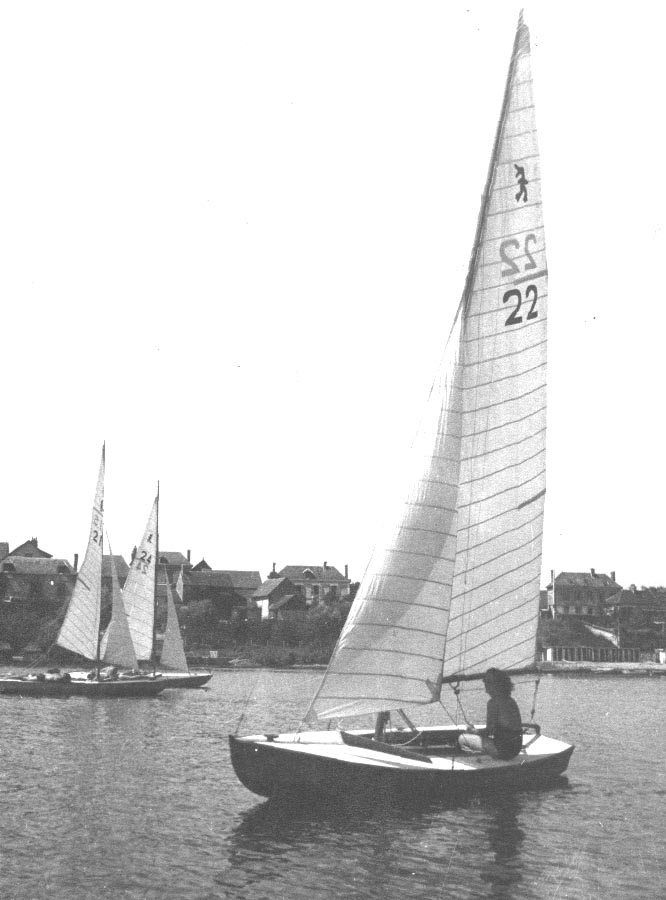
Caneton Brix à Muid en 1935.

Le Caneton est tout d'abord un dériveur monotype en double créé en 1931 par Victor Brix pour le Cercle de la Voile de Seine-Maritime qui l'adopte en février 1932. Son nom est choisi au cours d'un repas, parmi les spécialités culinaires de Rouen. C'est un dériveur à bouchains vifs, moderne pour l'époque. En voici les principales dimensions :
| Longueur coque             | 5,00 m       |
| Longueur flottaison        | 4,40 m       |
| Bau maxi                   | 1,40 m       |
| Bau flottaison             | 1,28 m       |
| Tirant d'eau, dérive haute | 0,16 m       |
| Tirant d'eau, dérive basse | 0,90 m       |
| Déplacement à vide         | 190 à 230 kg |
| Poids de la dérive         | 26 kg        |
| Surface du foc             | 2,70 m²      |
| Surface de grand'voile     | 7,80 m²      |
| Surface de voile totale    | 10,50 m²     |

## Caneton à restrictions

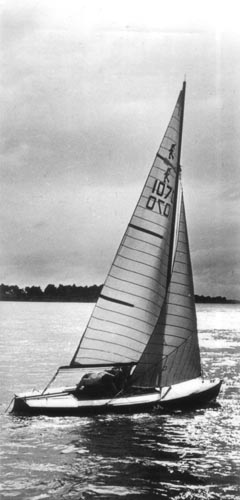
Caneton à restrictions de Roger Tiriau, maintes fois Champion de France.

Jusqu'en 1946, plus de 700 exemplaires du Caneton Brix furent construits. Durant l'Occupation, c'est un des rares modèles à être reconnu « Série officielle » de la FFV et profite des « bons matières » pour la construction. Mais de nombreuses constructions amateurs durant cette période ne respectent pas tout à fait les règles de la monotypie. Au début 1947, l'AS.PRO.CA. (Association des propriétaires de Caneton) décide de créer une jauge « à restrictions » (l'expression anglaise development class est plus parlante) englobant tous les bateaux construits.
Ces nouvelles « règles du jeu » intéressent beaucoup de nombreux architectes navals, professionnels ou amateurs. La nouvelle FFYV lui octroie durant 10 ans l'officiel Championnat de France à 2 équipiers. Plus de 800 unités sont construites.
| Longueur hors tout maxi      | 5,05 m                                      |
| Bau Mini                     | 1,40 m                                      |
| Coque                        | à bouchain vif                              |
| Etrave et tableau            | pentes/verticale, respectivement 15° et 10° |
| Dérive Maxi                  | 28 kg et 1,00 m sous la coque               |
| Surface des triangles Maxi   | 10,00 m²                                    |
| Mais Surface de voile réelle | ~14,00 m²                                   |

## Caneton 505

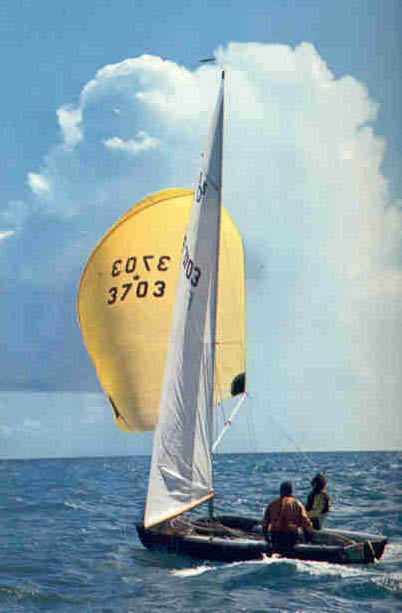
505 sous spi.

Aux essais organisés à La Baule par l'IYRU en 1953, les canetonistes arrivent en force. Pourtant, c'est un prototype qui surprend tout le monde, le Coronet du Britannique John Westell. Les autorités internationales ne veulent pas donner d'emblée le statut international à ce dériveur, mais le lui octroieront dès qu'une centaine de bateaux seront construits.
Par un formidable tour de passe-passe, les dirigeants de l'Association des propriétaires de Caneton (AS.PRO.CA) vont proposer à Westell de réduire son bateau (de 5,50 m à 5,05 m) pour le faire accepter comme nouveau monotype. L'architecte anglais accepte, le Caneton 505 acquiert de la sorte le statut de série nationale en France avant même qu'un seul exemplaire de série soit construit ! Il bénéficie ainsi d'une rapide promotion pour son développement, et au sein de l'AS.PRO.CA, vont cohabiter deux séries totalement différentes si ce n'est la longueur hors tout du bateau.
Moins de deux ans après son lancement, le 505 obtient un succès considérable auprès des régatiers. Dès lors, il prend son envol définitif avec la création de l'International 505 Class et de sa section française, en dehors de l'AS.PRO.CA. On ne l'appelle plus « Caneton 505 » mais tout simplement « 505 » (prononcez « cinqu-o-cinq » ou « cinquo »).
| Longueur coque                  | 5,05 m   |
| Bau maxi                        | 1,88 m   |
| Bau flottaison                  | 1,24 m   |
| Tirant d'eau, dérive haute      | 0,15 m   |
| Tirant d'eau maxi, dérive basse | 1,60 m   |
| Poids mini à vide, sans voiles  | 127,4 kg |
| Surface du foc                  | 4,94 m²  |
| Surface de grand'voile          | 12,30 m² |
| Surface de voile totale au près | 17,24 m² |
| Surface maxi du spinnaker       | 29 m²    |

## Caneton monotype 57

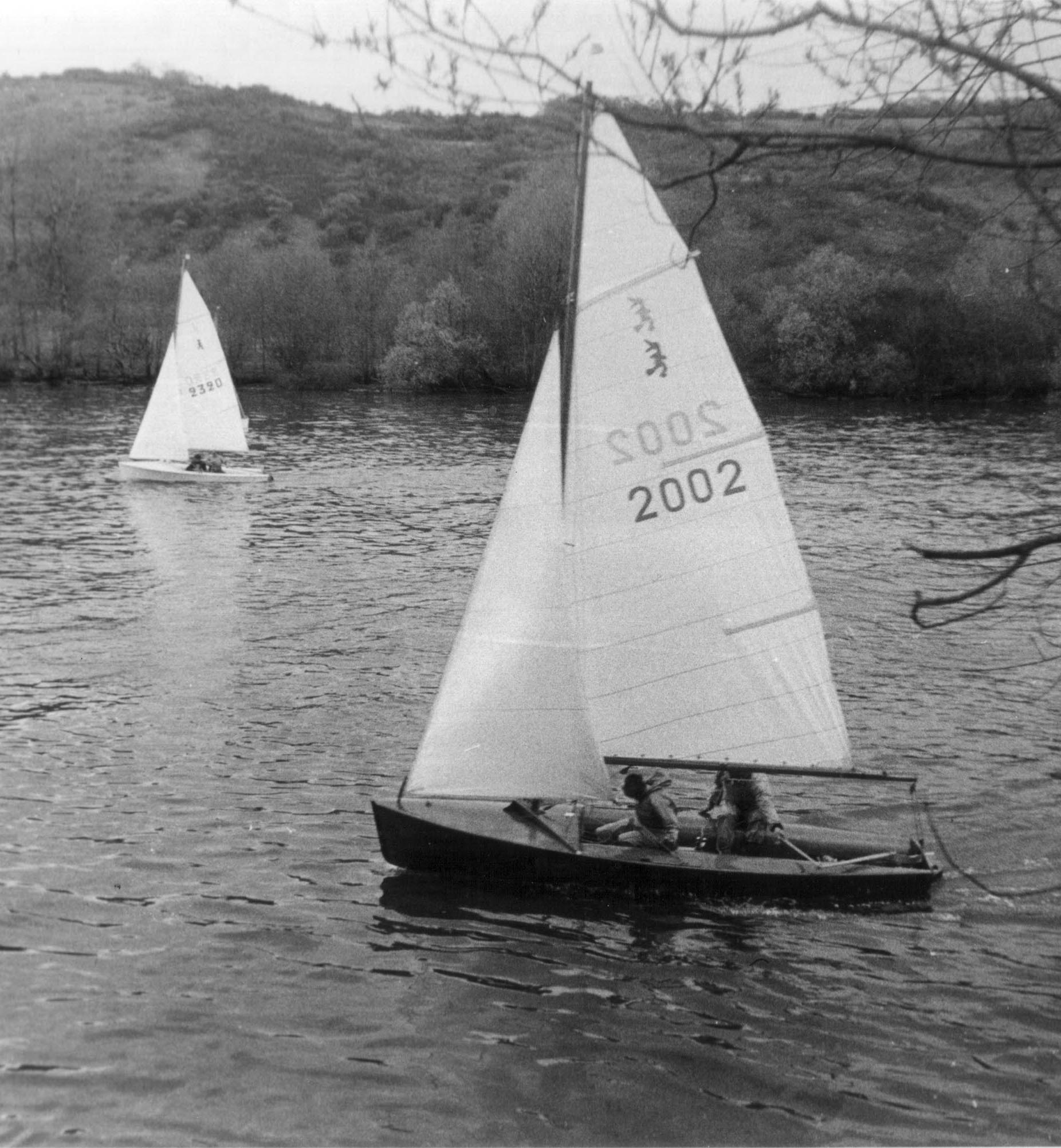
Caneton 57 en régate sur la Seine. Au premier plan, celui de J.-L. Dupire.

Au moment où les plus sportifs fondent la 505 Class, les canetonistes qui régatent gentiment en famille comprennent que la formule a restrictions n'a plus de sens. Ils se tournent vers Eugène Cornu qui leur dessine un dériveur moderne (avec caissons étanches latéraux, sans pontage arrière) qui n'est pas excessif : le Caneton 57, autrement appelé Monotype 57, marquant ainsi sa date de mise en circulation.
L'architecte prévoit une construction en contreplaqué, mais assez rapidement les coques en fibre de verre voient le jour (Matonnat, SSS). Pour cette série, près de 800 unités construites, dont à peu près 10 % par des amateurs. L'AS.PRO.CA décide en 1970 l'arrêt de ce monotype à cause des sempiternelles chamailleries que cause l'architecte. 
| Longueur coque                  | 4,98 m              |
| Bau maxi                        | 1,715 m             |
| Poids à vide                    | 160 kg              |
| dont Dérive                     | 25 kg               |
| Surface du foc                  | 4,30 m²             |
| Surface de grand'voile          | 9 m², puis 10,15 m² |
| Surface de voile totale au près | 14,45 m²            |
| Surface du spinnaker            | 10,5 m²             |

## Caneton strale renommé ST 16

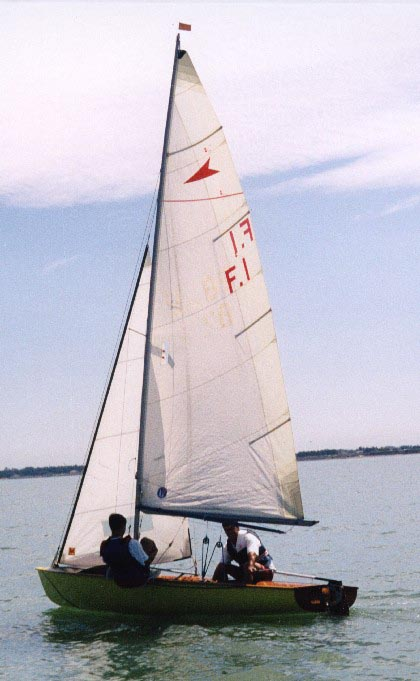
Le Strale de M. Delpech.

Pour 1971, l'AS.PRO.CA décide de choisir un monotype performant mais pas trop athlétique, ayant déjà fait ses preuves en Italie, le Strale. Ettore Santarelli dessine là son premier bateau en 1964. Mais c'est un coup de génie : cockpit autovideur (donc pas de puits de dérive encombrant), surface mouillée réduite… Ce bateau aurait dû servir de support aux régates olympiques si les Français n'avaient pas fait un lobbying forcené pour imposer le 470.
L'AS.PRO.CA dut changer le nom du Strale en ST 16 après le mauvais procès intenté et gagné par le constructeur du Squale. Le seul fabricant français du Strale, La Prairie, perdit tant d'argent dans l'affaire qu'il fit faillite. Les derniers certificats de jauge datent de 1978.
| Longueur coque                  | 4,90 m   |
| Longueur flottaison             | 4,35 m   |
| Bau maxi                        | 1,57 m   |
| Bau flottaison                  | 1,26 m   |
| Tirant d'eau, dérive haute      | 0,15 m   |
| Tirant d'eau, dérive basse      | 1,11 m   |
| Déplacement à vide              | 128 kg   |
| Surface du foc                  | 4,50 m²  |
| Surface de grand'voile          | 9,00 m²  |
| Surface de voile totale au près | 13,50 m² |
| Surface du spinnaker            | 15,00 m² |

## Autres dériveurs conçus en 1931
- En Allemagne : le Sharpie 12 m2
- Aux États-Unis : le Snipe

## Aujourd'hui…
En 2008, quelques propriétaires de Caneton ayant pris l'habitude de se retrouver dans les rassemblements de bateaux anciens relancent l'association des propriétaires de caneton, l'ASPROCA.
Les 18 et 19 juin 2011, l'ASPROCA a fêté ses 80 ans au club qui l'a vu naître et qui célébra en même temps son 80e anniversaire, le Cercle de la voile de Seine-Maritime à Duclair.
Plusieurs Caneton ont fait l'objet de restauration, permettant ainsi de les retrouver sur l'eau. Ces remises en état concernent les quatre générations de Caneton.